# Guillermo Solá
Guillermo Solá, född 25 juli 1929, död 24 februari 2020, var en friidrottare från Chile. Han deltog vid olympiska sommarspelen 1952.